# Projev (Ajťáci)
Projev (v anglickém originále The Speech) je čtvrtý díl třetí série britského sitcomu z prostředí informačních technologií Ajťáci. Poprvé byla epizoda odvysílána 12. prosince 2008.

## Synopse
Jen získala ocenění „Zaměstnanec měsíce“, což sebou nese povinnost přednést proslov. Neví si s ním rady, čehož využijí Roy s Mossem a napíšou jí text plný nesmyslů. Předají Jen malou černou skříňku, kterou vydávají za Internet doufajíc, že si jejich šéfová utrhne na konferenci pořádnou ostudu. Douglas Reynholm se zamiloval do novinářky April. Přeslechne její slova, když mu při jídle říká, že byla mužem.

## Příběh
Jen Barber získala ocenění „Zaměstnanec měsíce“ a má z toho velkou radost.
Douglas Reynholm vysvětluje novinářce April Shepherdové svou pozici ve firmě:
„No, já jsem šéf, kápo, numero uno, Pan Dokonalý, Kmotr, Pán prstenů, Bourneův mýtus, Taxikář, Čelisti,...zapomněl jsem otázku už před chvílí.“
Novinářka mu klade různé otázky, přičemž Douglas odpovídá většinou nesmyslně. April to však připadá zábavné a nazve Reynholma nevyzpytatelným mužem. Ten ji pozve na večeři do Paříže, což je restaurace v anglickém městě Kingston upon Hull.
Jen si předvolá oba IT techniky k sobě do kanceláře. Pořídila si nový stůl a uplatňuje princip vertikální proxemiky, kluci si musí sednout na snížené židle. Jen k nim promlouvá z výšky o tom jak by se měli chovat. Roye nabádá, aby se víc usmíval. Moss Jen překvapí, sdělí jí, že si bude muset připravit proslov ze svého oboru, což znamená o počítačích. Jen není nadšená. Chce nějakým způsobem zaúkolovat kluky, aby proslov napsali za ni, čemuž se oni brání. Pak si však Roy uvědomí, že je to skvělá příležitost.
Douglas ještě před večeří sdělí April, že by byl poctěn, kdyby jej pak doprovodila do postele. Číšník donese jídlo a Reynholm se na něj soustředí, přeslechne tedy April, která se mu svěřuje, že dříve byla mužem a podstoupila mnoho operací. Douglas s plnými ústy odpoví, že mu to nevadí, aniž by pořádně věděl, o čem je řeč.
Následuje velmi pestré období Douglasova života, v němž April hraje významnou roli. Chodí společně na šipky, kulečník, paintball, na fotbal, soutěží v pití piva a v páce a náramně se baví. Douglas se vyzná z lásky k April, ta jeho city opětuje. Když se vysvětlí, jak to bylo doopravdy s její minulostí, Reynholma zamilovanost rychle přejde.
Roy a Moss zatím představují Jen černou skříňku s blikající diodou tvrdíce, že je to Internet. Na přednášce se Jen stane hvězdou, lidé jí věří, protože jsou laici v informačních technologiích. Roy a Moss jsou zklamáni, očekávali jiný scénář. Ten se začíná naplňovat v okamžiku, kdy se roztříští skleněná výplň a dovnitř vpadne April a rozbije černou skříňku (tomu předcházela nemilosrdná rvačka s Douglasem). Nastává panika, lidé se zoufale snaží zachránit, rvou se a prchají pryč z místnosti.

## Obsazení
Vedlejší role v epizodě „Projev“:
| Herec / herečka | Hraje          | Role                                 |
| --------------- | -------------- | ------------------------------------ |
| Lucy Montgomery | April Shepherd | novinářka                            |
| Tom Binns       | Nolan          | finanční ředitel Reynholm Industries |

## Kulturní odkazy
- Douglas Reynholm zmíní amerického spisovatele Trumana Capoteho, fiktivní postavy Sherlocka Holmese a dr.Johna Watsona, britského politika Winstona Churchilla a amerického herce Stevena Seagala.
- když se novinářka April otáže Douglase Reynholma, kdo ze skutečných lidí je jeho idolem, ten odpoví Sherlock Holmes (fiktivní postava). Na otázku o smyšlené postavě odpoví Sloní muž, což byl skutečný člověk Joseph Merrick, jenž trpěl elefantiázou.
- Jen Barber si pořídí cedulku na dveře s textem „Jen Barber - zaměstnanec měsíce listopad 2008“ a citátem Oprah Winfreyové.
- Moss zmíní Billa Gatese, spoluzakladatele Microsoftu a Stephena Hawkinga, britského teoretického vědce.